# Sebastian Fickert
Sebastian Fickert (* 29. April 1976 in Schweinfurt) ist ein deutscher Richter und Schriftsteller.

## Leben
Nach dem Studium der Rechtswissenschaft an der Julius-Maximilians-Universität Würzburg promovierte Fickert auf dem Gebiet des Strafprozessrechts. Anfang 2004 wurde er zum Richter ernannt. Er arbeitete zwischenzeitlich als Staatsanwalt, danach als Richter am Amtsgericht Gemünden am Main. Von Oktober 2008 bis November 2016 war er Richter am Landgericht Würzburg, ab Dezember 2016 Richter am Oberlandesgericht Bamberg. Mit Wirkung vom 1. November 2023 wurde er zum Vorsitzenden Richter am Oberlandesgericht ernannt.
2003 war Fickert als Rechtsreferendar an der Deutschen Botschaft Tokio tätig. In dieser Zeit entstand seine erste nichtjuristische Veröffentlichung „14 Wochen Japan“. 2009 erschien sein Roman „Der Frosch auf dem Wasser“, in dem er sich anhand der Geschichte zweier ungleicher Freunde unter anderem mit den Themen Loslassen und Bindung auseinandersetzt. Der Titel des Buches geht auf ein Haiku von Naitō Jōsō (1662–1704) zurück: „Mit der Kraft, sich nicht festzuklammern, trägt es den Frosch auf dem Wasser.“
Zwei Jahre später folgte die Reiseerzählung „Kasachstan“. Der im Jahre 2013 veröffentlichte Roman „Eckert oder der Vogel im Weinberg“ handelt von dem Taugenichts Max Eckert, der sich als Privatdetektiv versucht und dabei in den Strudel organisierter Kriminalität gerät. Nach der Besteigung des Ararat verfasste Fickert eine weitere Reiseerzählung. Neben der Beschreibung des Bergerlebnisses setzt er sich darin mit kulturhistorischen und politischen Aspekten des Verhältnisses von Türken zu Armeniern und Kurden auseinander.
Beeindruckt vom Wirken Alexander von Humboldts, reiste Fickert 2016 durch die Anden und den Regenwald Ecuadors. Nach vorbereitenden Touren auf den Pasochoa und den Pichincha musste er die Besteigung des Cayambe wegen eines Schneesturms abbrechen. In der Folge befasste er sich mit der Geschichte Namibias, insbesondere der deutschen Kolonialzeit, und gegenwärtigen sozioökonomischen Problemen des Landes. 2023 durchquerte er allein Vietnam, wo er sich unter anderem mit der französischen Kolonialzeit, dem Indochina- und dem Vietnamkrieg sowie deren Darstellung in der Gegenwart beschäftigte.

## Schreibstil
Kennzeichnend für Fickerts Stil sind unaufgeregte, pointierte Beschreibungen von Situationen und Verhaltensweisen.

## Werke
- 2002: Die Behandlung von Zufallserkenntnissen im Ermittlungsverfahren (Würzburger Schriften zur Kriminalwissenschaft). Peter Lang Verlag, ISBN 978-3631394700
- 2005: 14 Wochen Japan. Verlag Königshausen und Neumann, ISBN 978-3826030666
- 2009: Der Frosch auf dem Wasser. Verlag Königshausen und Neumann, ISBN 978-3826040436
- 2011: Kasachstan – Eine kurze Reiseerzählung. Verlag Königshausen und Neumann, ISBN 978-3826045882
- 2013: Eckert oder der Vogel im Weinberg. Verlag Königshausen und Neumann, ISBN 978-3826053115
- 2015: Ararat – Eine Berggeschichte. Verlag Königshausen und Neumann, ISBN 978-3826056970
- 2017: Ecuador – Eine Reiseerzählung. Verlag Königshausen und Neumann, ISBN 978-3826062445
- 2020: Namibia – Eine Reiseerzählung. Verlag Königshausen und Neumann, ISBN 978-3826071065
- 2024: Vietnam – Eine Reise. Verlag Königshausen und Neumann, ISBN 978-3826087134